# Замок Рагіннейн

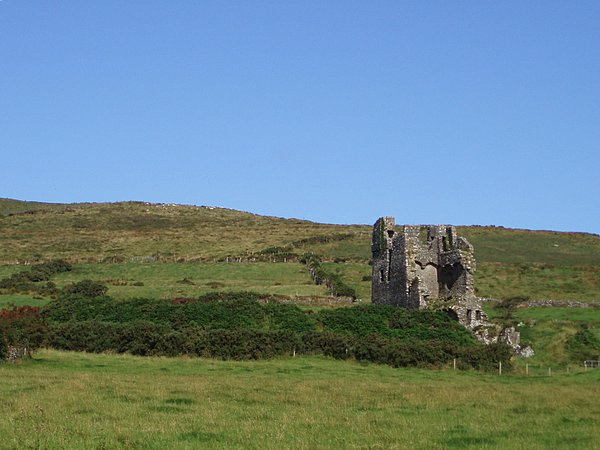
Замок Рагіннейн

Замок Рагіннейн (англ. Rahinnane Castle, ірл. Caisleán Ráthanáin) — замок Раханань — один із замків Ірландії, що стоїть в графстві Керрі. Пам'яник історії та культури Ірландії національного значення. Географічні координати замку: 52,143050°N 10,383232°W. Замок Рахінанне розташований на 1,73 км (1,07 милі) на північний захід від селища Вентрі, на заході півострова Дінгл.

## Історія замку Рагіннейн
Замок Рагіннен був побудований на місці давньої фортеці, що стояла тут ще в VII столітті. Найдавніша із відомих назв цієї фортеці Рах Фіоннань (ірл. Rath Fhionnáin) — фортеця Фіннана. Згідно місцевої легенди ця фортеця колись була захоплена вікінгами, які її суттєво зміцнили. І ця фортеця стала останньою фортецею в Ірландії, яку утримували вікінги, бо була практично неприступною. На місці цієї фортеці в XV столітті Фіцджеральди — лицарі Керрі (одна з гілок династії Фіцджеральдів) побудували замок норманського типу. У 1593—1603 роках в Ірландії палала так звана «Дев'ятирічна війна» між повстанцями, що боролись за свободу Ірландії та англійськими військами. Замок Рагіннейн став ареною боїв і був захоплений у 1602 році англійським командиром сером Чарльзом Вілмотом. У 1640 році спалахнуло нове повстання за незалежність Ірландії. Над замком замайорів прапор Ірландської конфедерації. Англійська армія Олівера Кромвеля штурмувала замок і обстрілювала його гарматами. Замок був сильно зруйнований і після того лежить в руїнах.
У давні часи замок був оточений глибоким ровом шириною 9 м. Вхід в замок був на південному заході замку. Замок був прямокутним, висотою 3 поверхи. Є залишки склепінь між поверхами і сліди сходів, що сполучали поверхи, залишки двох кутових башточок. Лишилося на сьогодні менше половини всіх стін замку.